# Đầm Versace đen của Elizabeth Hurley
Elizabeth Hurley mặc một chiếc đầm Versace đen, còn được nhắc đến bằng cái tên "THAT Dress", khi đến dự buổi công chiếu phim Four Weddings and a Funeral năm 1994, bên cạnh Hugh Grant. Bộ đầm được nối lại bằng nhiều chiếc ghim băng lớn bằng vàng. Chiếc đầm có thể là tác phẩm nổi tiếng nhất của Versace và được xem là yếu tố lớn đưa Hurley đến giới truyền thông quốc tế.

## Thiết kế
Chiếc đầm đen được làm từ lụa và vải thun Lycra, với nhiều ghim băng lớn bằng vàng nằm ở "những điểm trọng yếu". Vạt áo trước hở từ cổ đến giữa ngực, cùng hai dây đai trên vai, mỗi bên đính lại bằng ghim băng vàng. Hai mảnh bên của chiếc áo được nối lại bằng 6 ghim băng vàng. Chiếc đầm lấy cảm hứng từ thể loại punk, "neo-punk" và đôi chút "cải tiến từ chiếc áo sari truyền thống", theo Gianni Versace.

## Tiếp nhận và ảnh hưởng
Chiếc đầm có thể là tác phẩm nổi tiếng nhất của Versace, thu hút sự chú ý đáng kể trên các mặt báo và tạp chí toàn cầu suốt một thời gian dài sau khi sự kiện này diễn ra, đồng thời đưa tên tuổi của Hurley, từ một nữ diễn viên chưa có tiếng tăm thành gương mặt quen thuộc của truyền thông thế giới. Hurley cũng được ghi nhận là người giúp nhãn hiệu thời trang Versace trở thành cái tên thân thuộc. Nhãn hiệu này từ đó, với logo hình đầu của Medusa nổi tiếng, "đã quyết định các nghịch lý mới mẻ, gây tranh cãi của chủ nghĩa nữ quyền nhằm đánh dấu sự trao quyền trước sự thu hút và chế tác của nam giới." Chiếc đầm này dẫn đầu cuộc bầu chọn trang phục thảm đỏ gây ấn tượng nhất trong 3.000 phụ nữ của Debenhams.
Năm 2007, một bản sao của chiếc đầm được bày bán lần đầu tiên – với giá 10.690 bảng Anh – tại Harrods, như là một phần trong buổi triển lãm vinh danh "chiếc đầm đen nhỏ" tại cửa hàng Luân Đôn. Năm 2012, ca sĩ nhạc pop Lady Gaga mặc chiếc váy này lúc gặp gỡ Donatella Versace tại Milan.
Hurley chia sẻ, "Chiếc đầm là một đặc ân từ Versace vì tôi không đủ tiền mua lại. Người của anh ấy [Grant] bảo rằng họ không còn thứ gì cho tôi mặc cả, nhưng vẫn sót lại một chiếc trong văn phòng của họ. Vậy nên tôi thử nó và mọi chuyện là thế." Dù vậy, nhiều người cho rằng chiếc đầm quá gợi cảm và hở hang một cách tùy tiện. Hurley đáp trả rằng "Không giống những nhà tạo mẫu khác, Versace thiết kế trang phục để vinh danh cơ thể của phụ nữ hơi là loại trừ nó."